# Anrie Chase
Anrie Chase (in giapponese チェイス アンリ?) (Yokosuka, 24 marzo 2004) è un calciatore giapponese, difensore del Salisburgo.

## Biografia
Nato in Giappone da madre giapponese e padre statunitense di origini giamaicane, si trasferisce in Texas all'età di tre anni, prima di far ritorno in Giappone una volta compiuti nove anni.

## Caratteristiche tecniche
È un difensore centrale, sebbene abbia iniziato la carriera come centravanti.

## Carriera

### Club

#### Inizi e Stoccarda
Cresce calcisticamente nel settore giovanile dello Shoshi, con cui durante una tournée si trova ad affrontare i settori giovanili di AZ Alkmaar e Stoccarda, decidendo così di proseguire la propria carriera oltreoceano.
Il 7 aprile 2022 Chase firma un contratto con lo Stoccarda II. Nel 2024 viene aggregato alla prima squadra ed esordisce in Bundesliga.

#### Salisburgo
Il 1° agosto 2025 passa al Salisburgo, firmando un contratto valido fino al 2030.

### Nazionale
Ha giocato diverse partite con le rappresentative giovanili giapponesi e ha preso parte agli allenamenti della nazionale maggiore nel 2022.

## Statistiche

### Presenze e reti nei club
Statistiche aggiornate al 4 dicembre 2024.
| Stagione            | Squadra             | Campionato          | Campionato | Campionato | Coppe nazionali | Coppe nazionali | Coppe nazionali | Coppe continentali | Coppe continentali | Coppe continentali | Altre coppe | Altre coppe | Altre coppe | Totale | Totale |
| Stagione            | Squadra             | Comp                | Pres       | Reti       | Comp            | Pres            | Reti            | Comp               | Pres               | Reti               | Comp        | Pres        | Reti        | Pres   | Reti   |
| ------------------- | ------------------- | ------------------- | ---------- | ---------- | --------------- | --------------- | --------------- | ------------------ | ------------------ | ------------------ | ----------- | ----------- | ----------- | ------ | ------ |
| 2022-2023           | Stoccarda II        | RL                  | 12         | 0          | -               | -               | -               | -                  | -                  | -.                 | -           | -           | -           | 12     | 0      |
| 2023-2024           | Stoccarda II        | RL                  | 26         | 2          | -               | -               | -               | -                  | -                  | -.                 | -           | -           | -           | 26     | 2      |
| 2024-2025           | Stoccarda II        | 3.L                 | 1          | 0          | -               | -               | -               | -                  | -                  | -.                 | -           | -           | -           | 1      | 0      |
| Totale Stoccarda II | Totale Stoccarda II | Totale Stoccarda II | 39         | 0          |                 | -               | -               |                    | -                  | -                  |             | -           | -           | 39     | 2      |
| 2024-2025           | Stoccarda           | BL                  | 10         | 0          | CG              | 1               | 0               | UCL                | 3                  | 1                  | SG          | 0           | 0           | 14     | 1      |
| Totale carriera     | Totale carriera     | Totale carriera     | 49         | 2          |                 | 3               | 1               |                    | 2                  | 0                  |             | 0           | 0           | 54     | 3      |

## Palmarès

### Competizioni nazionali
- Coppa di Germania: 1

Stoccarda: 2024-2025